# Anapis discoidalis
Espèce
Synonymes
- Pseudanapis discoidalis Balogh & Loksa, 1968

Anapis discoidalis est une espèce d'araignées aranéomorphes de la famille des Anapidae.

## Distribution
Cette espèce est endémique du Pará au Brésil,.

## Publication originale
- Balogh & Loksa, 1968 : The scientific results of the Hungarian soil zoological expeditions to South America. 7. Arachnoidea. Description of Brasilian spiders of the family Symphytognathidae. Acta Zoologica Hungarica, vol. 14, p. 287-294.